# Acriae
Acriae ou Acraeae (en grec ancien : Ἀκριαί, Ἄκρεια ou Ἄκρεια), était une ville de l'ancienne Laconie, à 30 stades au sud de Hélos. Strabon décrit le fleuve Eurotas comme coulant dans la mer entre Acriae et Gythio. À Acriae, se trouvait un sanctuaire et une statue de la mère des dieux, qui, selon les habitants de la ville, était la plus ancienne du Péloponnèse. William Martin Leake n'est pas parvenu à découvrir des restes d'Acriae. L'expédition de Morée situe les ruines dans le port de Kokinio, dème de l'Eurotas. Selon le voyageur Pausanias, la fondation d'Akraia remonte à la préhistoire.

## Source de la traduction
- (en) Cet article est partiellement ou en totalité issu de l’article de Wikipédia en anglais intitulé « Acriae » (voir la liste des auteurs).